# Lễ hội Sziget
Lễ hội Sziget (tiếng Hungary: Sziget Fesztivál) là một trong những lễ hội âm nhạc lớn nhất ở châu Âu. Lễ hội văn hóa này diễn ra thường niên vào tháng 7 hoặc tháng 8 tại thủ đô Budapest của Hungary kể từ năm 1993. Lễ hội được tổ chức ở trên đảo Hajógyári (hay còn được gọi là đảo Óbudai-sziget, hoặc đảo Óbuda, hoặc đảo Buda cổ), nằm trên sông Danube.

## Lịch sử
Lễ hội năm thứ nhất (1993) có tên gọi là Diáksziget (hòn đảo của sinh viên). Lúc bấy giờ, chỉ có những nghệ sĩ Hungay góp mặt tại lễ hội, nhưng số lượng khách tham dự đã lên đến 43.000 người. Trong giai đoạn 1996 - 2001, nhà tài trợ cho lễ hội là tập đoàn Pepsi, nên lễ hội được gọi là Pepsi Sziget. Tên gọi Lễ hội Sziget có hiệu lực từ năm 2002. Năm 2019, lễ hội Sziget đã chào đón khoảng 530.000 người tham dự. Lễ hội Sziget 2020 buộc phải tạm hoãn lại do ảnh hưởng của đại dịch COVID-19.

## Thống kê qua các năm
Bảng dưới đây thống kê các số liệu chính của lễ hội từ năm 1993.
| Năm  | Tổng số lượng khách                   | Tổng ngân sách (triệu HUF) | Giá đặt trước của vé tuần (HUF) | Giá vé theo ngày (HUF) |
| ---- | ------------------------------------- | -------------------------- | ------------------------------- | ---------------------- |
| 1993 | 43 000                                | 26                         | 1800                            | 300                    |
| 1994 | 143 000                               | 120                        | 1800                            | 300                    |
| 1995 | 173 000                               | 145                        | 2500                            | 500                    |
| 1996 | 206 000                               | 180                        | 2800                            | 700                    |
| 1997 | 260 000                               | 200                        | 5000                            | 800                    |
| 1998 | 266 000                               | 290                        | 6000                            | 800 - 1200             |
| 1999 | 297 000                               | 420                        | 7000                            | 1500                   |
| 2000 | 325 000                               | 580                        | 8000                            | 2000                   |
| 2001 | 361 000                               | 900                        | 10.000                          | 2500                   |
| 2002 | 355 000                               | 1005                       | 12.000                          | 3000                   |
| 2003 | 353 000                               | 1200                       | 14.000                          | 3500                   |
| 2004 | 369 000                               | 1450                       | 16.000                          | 4000                   |
| 2005 | 385 000                               | 1850                       | 20.000                          | 5000                   |
| 2006 | 385 000                               | 2250                       | 20.000 - 24.000                 | 6000                   |
| 2007 | 371 000                               | 2500                       | 25.000 - 30.000                 | 8000                   |
| 2008 | 385 000                               | 2700                       | 25.000 - 30.000                 | 2500 - 8000            |
| 2009 | 390 000                               | ?                          | 37.500 - 45.000                 | 10.000                 |
| 2010 | 382 000                               | ?                          | 38.000 - 46.000                 | 12.000                 |
| 2011 | 385 000                               | ?                          | 38.000 - 46.000                 | 12.000                 |
| 2012 | 380 000                               | ?                          | 55.000 - 63.000                 | 13.000                 |
| 2013 | 362 000                               | ?                          | 58.000 - 66.000                 | 14.000                 |
| 2014 | 415 000                               | 3650                       | 58.000 - 68.000                 | 16.000                 |
| 2015 | 441 000                               | 4700                       | 72.000 - 78.000                 | 18.000                 |
| 2016 | 496 000                               | 5000                       | 72.000 - 85.000                 | 20.000                 |
| 2017 | 450 000                               | 6300                       | 85.000 - 89.900                 | 19.900                 |
| 2018 | 565 000                               | 8600                       | 99.000                          | 23.900                 |
| 2019 | 530 000                               | ?                          | 109.900                         | 23.500 - 28.900        |
| 2020 | Tạm hoãn cho đến khi có thông báo mới | -                          | 111.900                         | 22.500 - 24.500        |